# Carlos Andrés Trujillo
Carlos Andrés Trujillo González (Itagüí, Antioquia, 30 de junio de 1976) es un político colombiano, contador público, encargado de aspectos como el financiamiento municipal y economía del sector público. Fue alcalde de la ciudad de Itagüí para el periodo 2012-2015. Actualmente es senador de la República de Colombia y Parlamentario Andino con el Partido Conservador.

## Trayectoria
Se desempeñó como diputado del departamento de Antioquia luego de ser electo en 2007, así como concejal de Itagüí entre los años 2004 y 2007. Previamente se desempeñó como Asesor de las Comisiones Segunda y Quinta de la Cámara de Representantes y Asesor de la división financiera de la Fábrica de Licores de Antioquia.
Pertenece al Partido Conservador Colombiano y orienta el equipo político al que pertenece la senadora Nidia Marcela Osorio y varios diputados, alcaldes y concejales de Antioquia y otras regiones del país.
Es hijo mayor de Marcos Fidel Trujillo y Luz Mariela González, y está casado con Patricia Ramírez Duque. Su primo, su hermana, su sobrina, la sobrina de su esposa y otros familiares son funcionarios de la alcaldía.

## Controversias
Carlos Andrés Trujillo ha sido acusado en diversas ocasiones en medios como El Colombiano o Infobae por fotografías y vínculos con diversos casos de corrupción. Uno de los casos ha sido el de tráfico de influencias por el favorecimiento a contratistas. Algunos de los empresarios que han hecho donaciones de dinero durante sus campañas al senado y alcaldía han recibido tratos de favor posteriores para firmar contratos con la administración de Trujillo, tanto en el municipio de Itagüí como en hospitales locales. Entre ellos se encuentran Jairo Alonso López o las empresas Publivisión 1A, Soluciones Empresariales o Centro Recreativo Cocorná.
Otro de los casos de tráfico de infuencias se dio en 2024 con la venta de carros de combate a la Unidad Nacional de Gestión del Riesgo. Pasados unos días de a filtración de las fotos del primo de Trujillo se enviaron sms masivos con enlaces a artículos de un medio del municipio buscando desligar al senador del escándalo.
Otro de los temas ha sido el de influenciar a los electores durante las jornadas de elecciones, tanto ofreciendo regalos para niños, organizando conciertos o fiestas con bingo, como pagando directamente a los electores para que estuvieran haciendo presión en las mesas electorales.

## Condecoraciones
- 2022: el Concejo de Medellín le otorgó la orden al Mérito.[7]
- 2013: Medalla Militar “Ministerio de Defensa Nacional”, categoría única “Servicios Distinguidos”, por el compromiso con la gestión en seguridad y disciplina para enfrentar los delitos en general en Itagüí.[8]

| Predecesor: Luis Guillermo Pérez (Encargado) | Alcalde de Itagüi 1 de enero de 2012 - 31 de diciembre de 2015 | Sucesor: León Mario Bedoya |